# Stephen R. Lawhead
Stephen R. Lawhead (* 2. července 1950) je americký spisovatel science fiction, fantasy, historických románů a křesťanské literatury. Jeho knihy byly přeloženy do řady světových jazyků, včetně češtiny.

## Seznam románů
Dragon King trilogy
- In the Hall of the Dragon King (1982)
- The Warlords of Nin (1983)
- The Sword and the Flame (1984)

Empyrion Saga
- Empyrion I: The Search for Fierra (1985)
- Empyrion II: The Siege of Dome (1986)

The Pendragon Cycle (česky Pendragon)
- Taliesin (1987; česky vyšlo jako Taliesin)
- Merlin (1988)
- Arthur (1989)
- Pendragon (1994)
- Grail (1997)

The Song of Albion (česky Píseň Albionu)
- The Paradise War (1991; česky vyšlo jako Válka v ráji)
- The Silver Hand (1992)
- The Endless Knot (1993)

The Celtic Crusades
- The Iron Lance (1998)
- The Black Rood (2000)
- The Mystic Rose (2001)

King Raven Trilogy
- Hood (2006)
- Scarlet (2007)
- Tuck (plánován na 2009)

Hero (spoluautor Ross Lawhead):
- City Of Dreams (2003)
- Rogue Nation (nepublikováno)
- World Without End (nepublikováno)

Samostatné romány:
- Dream Thief (1983)
- Byzantium (1996)
- Avalon: The Return of King Arthur (1999) — propojené s Pendragon Cycle
- Patrick: Son of Ireland (2003; česky vyšlo v roce 2004 jako Patrik, syn Irska) - historický román o životě sv. Patrika

## Fikce pro děti
The Brown Ears Books:
- Brown Ears: The adventures of a lost-and-found rabbit (1988)
- Brown Ears at Sea: More adventures of a lost-and-found rabbit (1990)

The Howard Books
- Howard Had A Spaceship
- Howard Had A Submarine
- Howard Had A Hot Air Balloon
- Howard Had A Shrinking Machine

The Riverbank Series
- The Tale of Jeremy Vole
- The Tale of Timothy Mallard
- The Tale of Annabelle Hedgehog

## Nebeletristická literatura
- The Ultimate College Student Handbook (1989) (později publikováno jako The Total Guide to College Life) - s Alicí Lawhead
- Rock on Trial: Pop Music and its Role in Our Lives (1989)
- Rock of This Age: The Real & Imagined Dangers of Rock Music (1987)
- Pilgrim's Guide to the New Age (1986) - s Alicí Lawhead
- Judge For Yourself (1985)
- The Phoenix Factor: Surviving and Growing Through Personal Crisis (1985) (později publikováno Up From the Ashes) - spoluautor Karl A. Slaikeu
- Turn Back the Night: A Christian Response to Popular Culture (1985)
- Welcome to the Family: How to Find a Home With Other Believers (1982)
- Rock Reconsidered: A Christian Looks at Contemporary Music (1981)
- After You Graduate: A Guide to Life After High School (1978)
- Decisions! Decisions! Decisions! What to do When You Can't Make Up Your Mind (1978)

## Příspěvky v knihách
Lawhead přispěl též esejemi či kapitolami do několika knih:
- Jeho esej J.R.R. Tolkien: Master of Middle Earth, kde popisuje dopad Tolkienova díla na svou vlastní tvorbu, je uváděn v následujících knihách:
  - More Than Words: Contemporary Writers on the Works That Shaped Them (2002) - vybral Philip Yancey, editor: James C. Schaap
  - Tolkien: A Celebration (1999) - editor: Joseph Pearce

- Přispěl kapitolou "Christ the King" do knihy Epiphanies: Stories for the Christian Year (1992 - ed. Eugene Peterson and Emilie Griffin), sbírky textů strukturovaných okolo kalendáře křesťanských svátků. Jeho žena, Alice Slaikeu Lawhead, přispěla tamtéž s kapitolou o adventu.